# Балтинка (Песчанский сельсовет)
Балтинка — населённый пункт (тип: железнодорожная станция) в Сердобском районе Пензенской области. Входит в состав Песчанского сельсовета.

## География
Железнодорожная станция расположена в юго-западной части области на расстоянии примерно в 16 километрах по прямой к северо-востоку от районного центра Сердобска. Фактически входит в черту населённого пункта Центральная Усадьба совхоза Надеждинский.
Населённый пункт появился при строительстве железной дороги. В селении жили семьи тех, кто обслуживал железнодорожную инфраструктуру.

## Население
| 2010 |
| ---- |
| 154  |

### Национальный состав
Согласно результатам переписи 2002 года, в национальной структуре населения русские составляли 92 % из 187 чел..

## Инфраструктура
Основа экономики — обслуживание путевого хозяйства Юго-Восточной железной дороги. Действует станция Балтинка.

## Транспорт
Доступна автомобильным и железнодорожным транспортом.